# Johanneum Tübingen
Das Johanneum ist eines von zwei Theologenkonvikten der Diözese Rottenburg-Stuttgart in Tübingen. Gegründet wurde es im Jahre 1935, da ein Jahr zuvor zum ersten Mal über 75 Neustudenten im Wilhelmsstift eingeschrieben waren und nicht genügend Zimmer zur Verfügung standen. Ursprünglich als Theologenkonvikt für das Grundstudium gegründet, beherbergt es seit 2008 das theologisch-propädeutische Seminar Ambrosianum. Der Neubau von 2012 erhielt den Staatspreis Baukultur Baden-Württemberg.

## Verbundene Einrichtungen
- Theologenkonvikt Wilhelmsstift in Tübingen
- Priesterseminar Rottenburg